# Insurrection de La Marianne à Trélazé
L'insurrection de la Marianne à Trélazé est une émeute des ouvriers ardoisiers inspirés par les idées républicaines et socialistes de la société secrète dite « la Marianne ». Dans la nuit du 26 au 27 août 1855, poussés par des revendications socio-économiques, quelque 500 à 600 ardoisiers conduits principalement par le dénommé François Attibert entendent prendre la ville d'Angers et s'opposer à Napoléon III. Ils sont très rapidement arrêtés et interpelés. S'ensuivra un procès politisé et des condamnations parfois très lourdes en particulier pour les meneurs envoyés au bagne de Cayenne.

## Historique

### Contexte politique de la France
Le 2 décembre 1851, Louis-Napoléon Bonaparte, Président de la IIe République et qui n'est pas parvenu à étendre ses pouvoirs par révision de la Constitution réussit un coup d'État et débute une répression qui va lui laisser le champ libre pour obtenir le rétablissement de l'Empire par plébiscite. L'Assemblée est dissoute malgré son ultime tentative de neutraliser les dessins du prince-président ; 27 000 présumés opposants sont arrêtés et 10 000 sont déportés en Algérie, en Guyane, ou simplement proscrits du territoire comme Victor Hugo réfugié à Bruxelles. Il ne rentrera en France que dix-neuf ans plus tard, au rétablissement de la République. Le Second Empire est proclamé le 2 décembre 1852 et Louis-Napoléon Bonaparte est désormais Napoléon III, Empereur des Français.
Malgré le plébiscite de 1851 et les progrès accélérés de la révolution industrielle sous son règne,, le despotisme de Napoléon III fait naître une résistance, un contre pouvoir pro-républicain et socialiste notamment au travers de sociétés secrètes,. La Marianne est l'une d'entre elles. Présente dans le midi et le centre de la France elle va toucher à Angers, les artisans, aux Ponts-de-Cé et à Trélazé les ouvriers ardoisiers, réceptifs à son opposition au capitalisme justement naissant dans les ardoisières
.

### La poudrière sociale des ardoisières

#### Une perte d'autonomie
Historiquement autonomes les ouvriers ardoisiers ont considérablement perdu de leurs prérogatives sur leur profession au cours de la première moitié du XIXe siècle en raison de la concentration d'exploitants-propriétaires qui, un à un, ont fait tomber leurs privilèges (propriété de l'outil de travail, recrutement) par règlements successifs (1823, 1825, 1855) et en les amenant au salariat. Les conditions de travail deviennent plus difficiles notamment pour ceux d'en-bas à mesure que les techniques les amènent à travailler toujours davantage en souterrain.

#### Un terreau revendicatif
En 1853, les ardoisières sortent de 5 années de récession ayant entraîné une baisse des salaires et un millier de licenciements. Engaillardis, les ardoisiers n'hésitent plus à être rétifs. Mais quand les patrons des ardoisières, avec la reprise de l'activité, s'orientent vers la main d’œuvre bretonne - « ces étrangers honnis, ces “pigrolliers” » - et terminent d'achever tout espoir de retour au « guettrage » comme du recrutement filiale par le règlement du 15 août 1855, la population des ardoisiers se solidarise entre ouvriers d'en-haut (les fendeurs) et ouvriers d'en-bas (les fondeurs, désormais mineurs) contre la progression capitaliste. Ils se côtoient davantage dans les mêmes lieux de vie sociale et notamment ceux de détente : cabarets, sociétés de boule de fort. L'une d'entre elles, La Maraîchère, à Trélazé, est particulièrement infiltrée par la Marianne et ses idées nouvelles.

#### Une crise de la cherté du pain
Les mauvaises récoltes des années 1853-1855 ont entraîné une hausse du prix du pain : « 1855 fut bien l'année sombre entre toute »
.

### Les événements

#### L'organisation d'une contestation
L'après-midi du dimanche 26 août 1855 les esprits s’échauffent aux festivités de l'Assemblée à Saint-Barthélemy-d'Anjou limitrophe de Trélazé : le bruit circule qu'une manifestation générale est projetée la nuit suivante pour marcher sur Angers.
Des rassemblements coordonnés d'ardoisiers s'organisent en soirée quasi simultanément au canal de l'Authion aux Ponts-de-Cé, à l'Avant-Mail à Angers et à la Pyramide à Trélazé.

#### Les émeutes
Ce dernier groupe de la Pyramide investit le bourg de Trélazé et vient libérer l'un des siens détenu à la gendarmerie avant d'être rejoint par 200 autres personnes et de s'emparer des armes,. De là, les émeutiers se divisent en 3 groupes menés respectivement par François Attibert, Joseph-Marie Pasquier et Thomas Soyer pour s'emparer d'armes partout dans la cité, notamment le groupe de Joseph-Marie Pasquier prend une charrette chargée d'environ 200 kg de poudre de mine et de barres de fer,. En parallèle, à Angers, alors qu'un premier groupe diversement armé est dispersé par les forces de l'ordre et suivi d'arrestations, un second plus important se reconstitue à l'Avant Mail. Son chef est désarmé par l'inspecteur Picherit et les émeutiers angevins battent en retraite.

#### La marche sur Angers
Au signal du tambour, vers 2 heures, les groupes de Trélazé et des Ponts-de-Cé se rassemblent au lieu-dit Les Plaines, à Trélazé. D'autres ardoisiers du quartier des Justices d'Angers et de Saint-Barthélemy les y rejoignent,. François Attibert, Joseph Marie Pasquier et Frédéric Coué prennent la tête de ces 500 à 600 hommes pour marcher sur Angers et rejoindre leurs camarades dont ils ignorent la dispersion. Les forces de l'ordre se sont organisées pour l'accueil et ont posté en rang leurs hommes prêts à tirer à l'entrée du faubourg de Bressigny. Les insurgés parviennent au faubourg de Bressigny vers 4 heures du matin. Alors qu'un gendarme vient en reconnaissance et les interroge sur leurs motivations, les ardoisiers lui répondent « qu'il faut le pain à 1 franc 50 centimes et qu'ils allaient se réunir sur le Champ de Mars pour attendre la réponse que ferait l'autorité et que de grands malheurs arriveraient si on ne faisait pas droit à leur demande ». Le procureur impérial de l'arrondissement d'Angers nuancera dans son acte d'accusation en indiquant que « cette réponse dissimulait le motif véritable », que « leur but véritable était le renversement du gouvernement impérial » et que « c'est le programme de la Marianne qu'on a essayé de mettre en scène ».

#### La déroute des ardoisiers
Malgré tout résolus à avancer dans Angers, les ardoisiers n'entendent pas reculer. Les gendarmes qui avaient nettement pris les devants, chargent par trois côtés le groupe d'insurgés et dispersent les émeutiers paniqués sans aucune résistance. La charrette de barils de poudre parvenue à la place du Ralliement est interceptée par un policier, aucun coup de feu n'aura été tiré. 133 arrestations ont lieu sur le champ et à 7h40 l'insurrection est considérée « comprimée ».

### Poursuites judiciaires
Les ministères parisiens sont immédiatement prévenus et dépêchent des commissaires et magistrats escortés par 90 hommes à Trélazé pour enquêter et procéder à 155 nouvelles arrestations dès le 28 août. Le 29 août, les ardoisiers saufs ont majoritairement repris le travail.
Dans les mois qui suivent, environ 268 individus vont être jugés. Outre les non-lieux, ceux dont la Cour d'assises a reconnu notamment un embrigadement forcé bénéficient d'un acquittement. Les coupables sont condamnés en correctionnelle à de la prison et à la privation de droits civiques. Environ 24 d'entre eux identifiés comme meneurs sont déportés et emprisonnés aux bagnes de Guyane parmi lesquels Jean-Marie Segrétain, François Attibert ou Joseph-Marie Pasquier. Un prévenu se suicide.

## Manipulation et récupération politique
Les motifs de la révolte de cette nuit opposant ardoisiers et représentants de l'Empire est l'enjeu principal pour ce dernier. Les conclusions portées par le réquisitoire du procureur général Métivier

pointe l'idéologie marianniste pour présenter l'événement comme une tentative de renversement de l'Empire en contestant le facteur économique qui a pu pousser une grande partie des ardoisiers à joindre la révolte pour réclamer de meilleures conditions de vie (travail, baisse de prix du pain)
. Cette population aurait été instrumentalisée. En effet, loin de méconnaître la société secrète de la Marianne, le pouvoir impérial avait tenté d'en éteindre la propagation au sein des ardoisières depuis 1853, jusqu'à infiltrer les lieux de travail et de divertissements des ouvriers. Il était donc préparé à la révolte d'août 1855.